# Semiothisa aspila
Semiothisa aspila är en fjärilsart som beskrevs av Paul Dognin 1913. Semiothisa aspila ingår i släktet Semiothisa och familjen mätare. Inga underarter finns listade i Catalogue of Life.